# Uxavatn

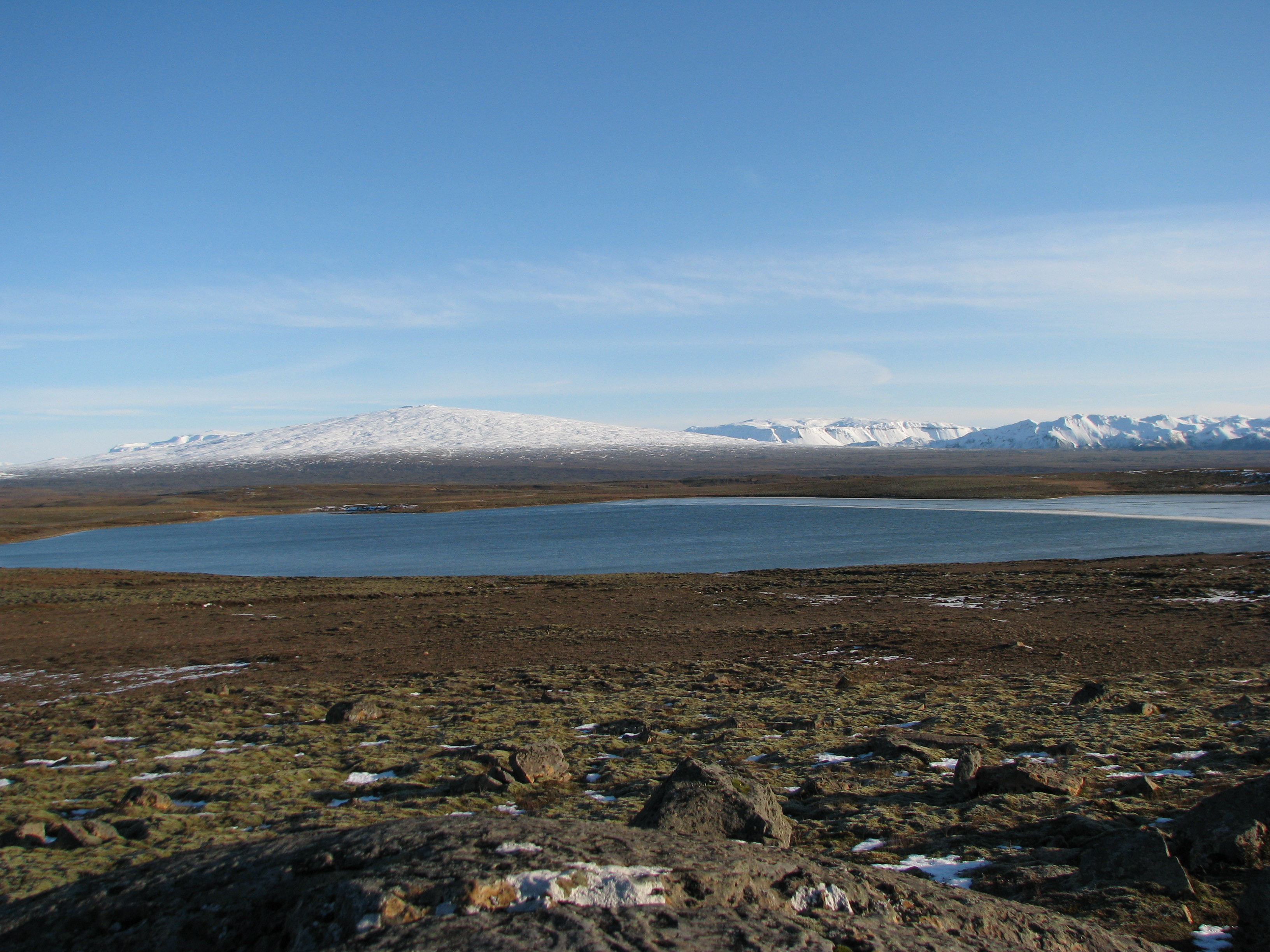
Het Uxavatn. Op de achtergrond links de schildvulkaan Skjaldbreiður.

Uxavatn is een meertje in IJsland. Daar waar de Kaldidalur begint, loopt er een weg westwaarts richting het Lundarreykjadalur, de Uxahryggjavegur. Aan het begin ligt aan de zuidzijde van deze weg ter hoogte van de Uxahryggir (de  Ossenrichel) het meertje, met niet ver daarvandaan een uitkijkpunt.